# 水迫遺跡
水迫遺跡（みずさこいせき）は、鹿児島県指宿市西方5529他に所在する15000年前頃の後期旧石器時代末の遺跡。指宿市指定史跡。

## 概要
晩氷期には世界が温暖な気候に向かい、自然環境も人間が生活しやすい環境に変わってきた。そんな中、日本列島の南の端、南九州地域に縄文文化の芽生えが見られ、縄文時代草創期以前と推測される水迫遺跡が発見された。当遺跡は、指宿市中央部の標高126メートルの尾根上に位置し、竪穴建物跡と見られる遺構のほか、石器製作遺構・道跡・炉跡などが検出されている。
2000年（平成12年）までに7軒の「竪穴」が発掘されている。1～2号の「竪穴」は隣接しながらも独立しており、竪穴の周辺におびただしい数の杭柱穴が巡らされている。1号「竪穴」は1.7×1.3メートルと小さく、周辺に19の杭柱穴が配されている。2号「竪穴」が2.2×1.8メートルとやや大きく、22の杭柱穴を配している。杭柱穴の中心線はいずれも鉛直方向を示しており、杭柱は内側に傾斜するのではなく、垂直に立っている。「竪穴」の深さは1号が7～10センチメートル、2号が7～16センチメートルと非常に浅い。これは旧地表面が削平を受けたためである。
このうち西側拡張区の3～7号は複雑に複合しあっており、全体像が明確でない。